# قائمة أسماء الأسد في اللغة العربية
للأسد في اللغة العربية 348 اسم، وهي:

## قائمة أسماء الأسد في اللغة العربية
| - أَبُو لِبْدَة - أَخْنَس - أَيهم - أَلْيَس - بَبِر - بَيْهَس - جَسَّاس - حَطَّام - حَيْدَر - خَبُور - خُنَافِس - دِرْوَاس - دَوْكَس - رَاهِب - رَهِيْص - سَارِي - سَبَنْتَى - سِيْد - شَدْقَم - صَارِم - صَيَّاد - ضُبَارِمَة - ضُرَاك - ضَمْضَم - عَابِس - عَثَمْثَم - عِفْرَاس - عِفِرِّين - عَنْبَسَة - عَرِس - عَفَرْنَس - عُمُس - عَيَّاث - غَيَّاض - فِرَاس - فُرَانِس - فِرْفِر - قُرْضُوب - قَصْقَاص - لابِد - مُتَرَبِّد - مُخْتَبِس - مَرْهُوب - مُصَامِص - مُلْبِد - مِهْرَاع - مِهْصِيْر - نَاهِض - نَهَّام - شَتَّامَة - شَرِيْس - صِمّ - ضُبَاثِيّ - ضَبُوث - ضَرْغَامَة - طَغَامَة - عَبُوس - عَرَنْدَس - خِنُّوس - دِلْهَام - سَاعِدَة - سَبَنْدَى - شَاكِي - شَدِيْد - صَعْب - ضَابِط - ضَبِث - ضَرْضَم - ضَيْثَم | - فَدَوْكَس - فُرَافِص - فِرْفَار - قَبَّاب - قُصَاقِص - قَضْقَاض - كَفَّات - مَاضِي - مُجَالِح - مَرْثِد - مُسْتَلْحِم - مُصْطَاد - مِنْهَس - مُهْرِع - مَيَّاس - نَحَّام - نَهِز - هِبْرِزِيّ - هُرَاثِم - هَرْثَمَة - هَرِيْت - هَصَّار - هَصْوَرَة - هَمْهَام - هَوَّاس - هَيْصَر - أَبُو لُبَد - أَجْبَه - أَسَد - قَعَّاص - لائِث - مُتَحَرِّب - مُحْتَصِر - مُرْمِل - مُشِيْب - مُقَرْضِب - مُهْتَصِر - مِهْصَر - نَاهِد - هَاصِر - هَدِب - هُرَاهِر - هَرِمَة - هِزْبَر - هَصَمْصَم - هَمَّاس - هَمُوس - وَرْد - جَيْفَر - حُلابِس - خَابِس - خَزْرَج - دَاهِي - دَوَّاس - رَابِض - رَزَامَة - زُفَر - سِبَطْر - سِرْحَان - عَمَاس - عَوْف - غَيَّاث - فَرَّاس - فُرَافِصَة - فُرْفُر - قِرْضَاب - قَصَّال - قَطُوب | - أبو علّام - دسيم - أَقْدَم - بَاسِل - بَهِيْم - جَرْوَان - حَامِي - حَمْزَة - خَبَّاس - خَطَّار - دِرْغَام - دَوْسَك - رَاصِد - رَهِيْب - زَيَّاف - سَبَنْتَاة - سَوَّار - شُدَاقِم - صَادّ - صِمَّة - ضُبَارِم - ضَبِيْر - ضُمَاضِم - عَائِث - عِتْرِس - عَزَّام - عِفْرِيْس - عَنْبَس - غَادِي - فَارِس - فُرَافِرَة - عَفَرْنَى - عَمُوس - عَيَّار - غَيَّال - فُرَاسِن - فُرَانِق - فَرْفُور - قَسْوَر - قُصْقُص - قَلُوب - أَبُو الأشْبَال - مَلِكُ الغَاب - أَزْد - أَشْهَب - أَغْلَب - أَهْرَس - بَسُور - جِرْفَاس - جَوَّاس - حَفْص - هَيْزَم - وَهَّاس - أَبُو الحَارِث - وَاسِعُ الشُّدْقَيْن - أُسَامَة - أَصْبَح - أَفْتَخ - أَيْسَر - بَسُول - جُرْهُم - ذَمَّر - كَهْمَس - مُبْتَدِر - مُجَهْجَه - مُرْزِم - مُشِبّ - مُضَبَّر - مُنِيْخ - مِهْصَار | - نَاجِد - فُرْهُود - قَشْعَم - قِصْمِل - كُرْدُوس - لَيْث - مُتَنَاذِر - مَرْثَد - مُسَارِي - مُصَدَّر - مُنْهَرِت - مُهَرِّد - مُوَهْوِه - نَجِيْد - نَهْد - هَبَّار - هَرَّات - هَرْثَم - هَرُوت - هُصَاهِص - هَصْوَر - هُمَام - هِنْدِس - هَيْصَار - أَبُو فِرَاس - أَبْغَث - أَسْحَر - أَصْهَب - أَفْضَح - إثْمِد - نَهَّاس - هَادِي - هَجَّام - هُرَامِس - هِرْمَاس - هَزَّاع - هُصَرَة - هِلَّوْف - هِمْهِيْم - هَوَّام - حَيْدَرِيّ - خَثْعَم - خَوَّان - دَلَهْمَس - رِئْبَال - رزَّام - زَافِر - سَبْر - سِرْحَال - شِبْل - نِبْرَاس - نَهَّامَة - هَاضُوم - هُرّ - هَرِت - هَرْهَار - هُزَع - هَصُور - هَمَّام - هُنْبُغ - رَزَام - نَهُوس - هَجَّاس - هَرَّاس - هَرِس - هُزَابِر - هَصِر - هِلْقَام - هُمْهُوم - هَوَّاسَة | - نَهَّات - هَيْصَم - بَهْنَس - جَرْو - حَارِث - حَلْبَس - خَادِر - خُشَام - دِرْبَاس - دَوْسَر - رَازِم - رُزَم - زَنْبَر - سَبُع - سَنْدَرِيّ - شُجَاع - شَكِم - صُمَادِح - ضُبَارِك - ضَبُور - ضَرْغَم - ظَلُوم - عَتَرَّس - عُرْوَة - عُفْرُوس - عَنَابِس - عَيُوث - فَادِي - فُرَافِر - فِرْصِم - فِرْنَاس - قَسْوَرَة - هَيْصُور - ابن أُسَامَة - جَائِبُ العَيْن - أَدْلَم - أَشْدَخ - أَغْثَر - أَهْرَت - بَبْر - جَأْب - جَهْبَد - شَرَنْبَث - صِلْدَم - ضَبَّاث - ضَبْثَم - ضَرْغَام - ضَيْغَمِيّ - عَبَّاس - حَطُوم - حَيْدَرَة - خَبُوس - قُصْقُصَة - قَمُوص - لَحْم - مُتَقَدِّي - مُدِيْن - مَزْبَرَانِيّ - مُصْحِر - مُنْهِّت - مُهَرِّت - مُودِي - رِيْبَال - عَادِي - عَجُوز - عِفْرِس - أَشْجَع - غَضَنْفَر - أَصْيَد - فَرْفَار - عِبِل |